# Степновский район (Ростовская область)
Степновский район Ростовской области — административно-территориальная единица в составе Ростовской области РСФСР, существовавшая в 1945—1957 годах. Административный центр — село Степное.

## История
В декабре 1943 года Яшалтинский район был передан из Калмыцкой АССР в состав Ростовской области.
20 декабря 1944 года Яшалтинский район был переименован в Степновский район, а его центр перенесён из Яшалты в село Эсто-Хагинка, переименованное при этом в Степное.
В январе 1957 года Степновский район Ростовской области был возвращён в состав Калмыцкой АО с восстановлением названий Яшалтинский район и село Яшалта.